# Антарктичний пінгвін
Антарктичний пінгвін — рід птахів з роду пінгвінових. Забарвлення пуху на спині чорного кольору, на грудях — білого.
Зараз рід складається з 3-ох видів:
- Пінгвін Аделі (Pygoscelis adeliae)
- Пінгвін антарктичний (Pygoscelis antarctica)
- Пінгвін-шкіпер[1] (Pygoscelis papua)

Вимерлі види:
- Pygoscelis grandis
- Pygoscelis calderensis
- Pygoscelis tyreei